# Russische Diesel Motor Company
Die Russische Diesel Motor Company wurde am 16. Februar 1898 in Nürnberg von Rudolf Diesel, Marcus Wallenberg, Emanuel Nobel und Berthold Bing gegründet. Mit dem Erwerb des russischen Patents Nr. 261 wurden anschließend in Russland Lizenzen zum Bau von Dieselmotoren vergeben.

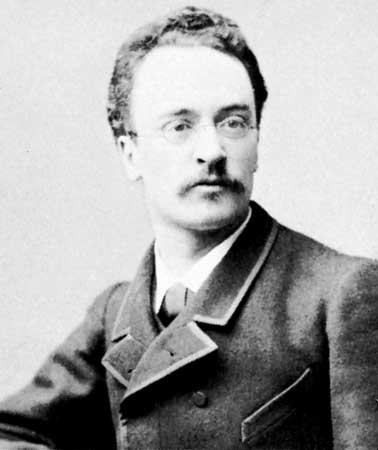
Rudolf Diesel (1883)

## Hintergrund
Der schwedische Bankier Marcus Laurentius Wallenberg besuchte gemeinsam mit Oscar Lamm von der schwedischen Firma A. B. Atlas Anfang Januar 1898 Rudolf Diesel, um mit ihm über Patente für die Firma Atlas zu verhandeln. Sie besichtigten den Motor am 20. Januar im Augsburger Labor. Für seine schwedischen Patente bekam Diesel 50.000 Kronen und einen 50.000 Kronen Aktienanteil an der Gesellschaft Diesels Motorer, die in Stockholm gegründet wurde und bald darauf in Sickla nahe Stockholm in die neuen Firmengebäude einzog

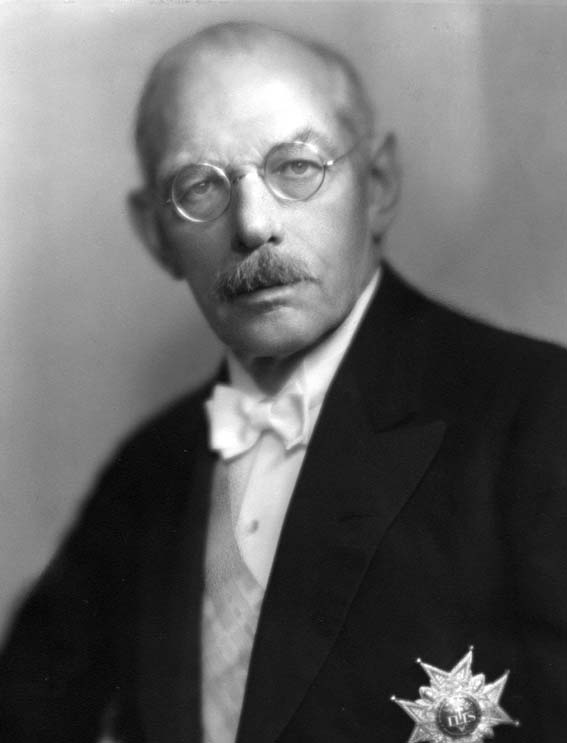
Marcus Laurentius Wallenberg, Banker und Industrieller

Emanuel Nobel, er war der Bruder des Nobelpreis-Stifters Alfred Nobel, wurde von seinem Freund Marcus Wallenberg überzeugt, für Branobel und seine Petersburger Maschinenfabrik die Patentrechte für den Dieselmotor zu erwerben. Die 1876 gegründete Firma Branobel, ein Ölunternehmen in Baku, das unter der Familie Nobel zu einem der größten Unternehmen des zaristischen Russland aufstieg, hat bisher bei der Verarbeitung und Transport des Öls auf die Dampfmaschine gesetzt.

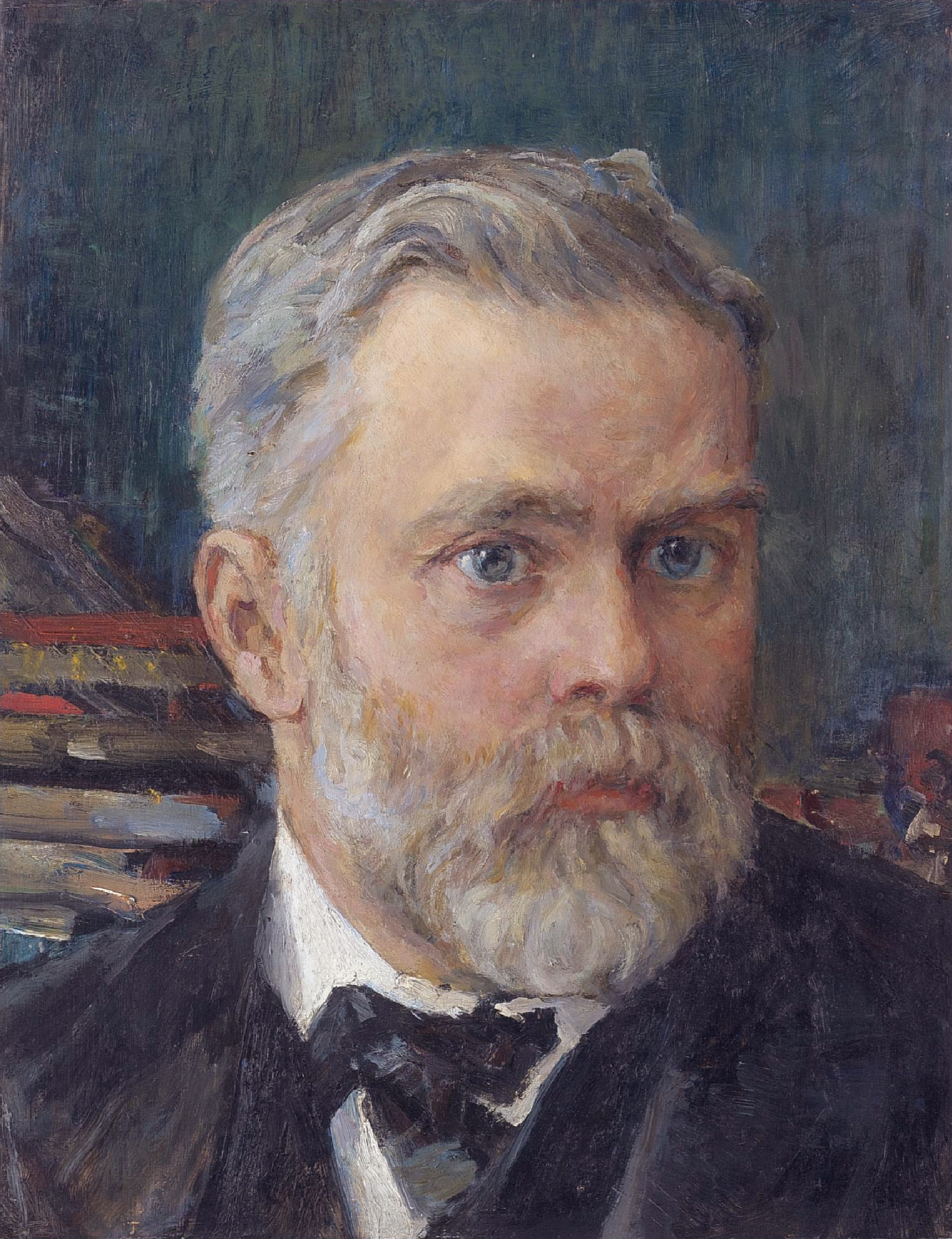
Emanuel Nobel

## Russische Diesel Motor Company
Nobel und Wallenberg waren daher Anfang 1898 nach Deutschland gereist, um mit Rudolf Diesel über das Motorenpatent zu verhandeln und die Patentrechte zu kaufen. Am 14. Februar trafen sie sich mit Diesel und Bing im Berliner Hotel Bristol. Im Rahmen dieser Verhandlungen kamen die Gespräche auch auf die Gründung einer gemeinsamen Gesellschaft, um die Patentrechte und Vergabe von Lizenzen für das ganze riesige russische Reich zu nutzen.
Berthold Bing, Rudolf Diesels Agent war von dieser Idee sehr angetan und wurde nach der Klärung vieler Einzelheiten und Einigung der finanziellen Details zum Direktor dieser Russischen Diesel Motor Company vorgeschlagen und bestätigt. Das Büro der Gesellschaft befand sich daher anfangs in Bings Nürnberger Wohnung und später am Marienplatz 6. Das Kapital betrug 1 Million Mark und war in 1000 Anteile aufgeteilt. Emanuel Nobel übernahm 600 Anteile, Diesel 200 und Wallenberg und Berthold Bing je 100 Anteile. Die Gesellschaft sollte nichts produzieren, sondern hatte die Aufgabe, die Lizenzen zu verwalten. Die Einnahmen dieser Gesellschaft sollten sich aus den künftigen Lizenzgebühren russischer Motorenbauer von 5 % zusammensetzen.
Vor dem Hintergrund des billigen Öls hatte Carl Nobel, der jüngere Bruder von Emanuel Nobel in der Petersburger Maschinenfabrik bereits begonnen, statt der bisher im Bauprogramm befindlichen Dampfmaschinen, auch mit Verbrennungsmotoren zu experimentieren. Er wollte sie mit einem besseren Wirkungsgrad direkt mit Kerosin betreiben. 1892 hatte er die Herstellungsrechte für diese Ottomotoren von der Schweizerischen Lokomotiv- und Maschinenfabrik (SLM) in Winterthur erworben. Dieser von Carl verbesserte und weiter entwickelte Motor fand in verschiedenen Baugrößen vielfach Anwendung zum Antrieb von russischen stationären und mobilen Lichtmaschinen.
Bald sandte Diesel die ersten Konstruktions- und Bauzeichnungen und die Petersburger Fabrik begann mit dem Bau von Dieselmotoren. Nach einigen Anfangsproblemen mit dem Guß entstanden 4-T-Motoren mit 10 bis 90 PS Nennleistung. Damit wurden zuerst die Dampfmaschinen zur betriebsinterne Stromerzeugung ersetzt und bald darauf auch die Pumpen der Petersburger Wasserversorgung angetrieben.
In den folgenden Jahren reiste Emanuel Nobel regelmäßig nach Nürnberg, um anstehende Arbeiten bei der Russischen Diesel Motor Company zu erledigen. Hier unterzeichnete er 1902 auch den Lizenzvertrag mit dem Unternehmen Kolomna Machine Works, an denen Unterlizenzen zum Bau von Dieselmotoren vergeben wurden.
Bei mehreren zu großen Aufträgen wie auch beim Bau von 84 Dieselmotoren zu je 100 PS für 12 Pumpenstationen der Pipeline von Baku nach Batum, die zum Pumpenantrieb dienten, wurde die Petersburger Maschinenfabrik von den Kolomna Machine Works unterstützt. Das Maschinenbauunternehmen residiert heute als Lokomotivfabrik Kolomna und baut erfolgreich Dieselmotoren in Kolomna, einem Ort am Zusammenfluss der Moskwa und Oka.
Weitere Lizenzverträge wurden im April 1905 mit der Rigaer Eisengießerei un Maschinenfabrik sowie im Januar 1907 mit der Societe Chantiers Navals Ateliers et Fonderies de Nicolaieff, Russie abgeschlossen.
Der Erste Weltkrieg beendete die russische Zusammenarbeit mit dem deutschen Maschinenbau und Schiffbau abrupt und diese wurden durch britische, französische und amerikanische Firmen ersetzt.

## Investition in die Russischen Diesel Motor Company
Für Wallenberg und Nobel war die Gründung und Investition in die Russische Diesel Motor Company eine lohnende Investition. Rudolf Diesel, der mit Unterstützung von seinem Agenten Berthold Bing vorher 14 erfolgreiche Lizenzverträge abgeschlossen hatte, brachten diese Anteile der Russischen Diesel Motor Company direkt wenig ein. Sie verschwanden wie auch andere Anlagen und Rechte in die im gleichen Jahr gegründete „Allgemeine Gesellschaft für Dieselmotoren AG“, kurz in die „Allgemeine“.
Auch Diesels Rechte, Lizenzverträge abzuschließen, waren mit dem Vertrag auf die „Allgemeine“ übergegangen, die jedoch nicht besonders erfolgreich war. Sie hatte in der Folgezeit rund 20 weitere Lizenzverträge abgeschlossen. Es wurden bis 1906 jedoch nur wenige Motoren gebaut und die damit erzielten Lizenzeinnahmen reichten nicht zur Deckung der Verluste der „Allgemeinen“ aus. Daher wurde das Aktienkapital halbiert und Diesel trug die Verluste. Am 27. November 1911 wurde die „Allgemeine“ aufgelöst.
Emanuel Nobel war ein sehr fortschrittlicher Unternehmer und schuf mit Wallenbergs Unterstützung bei der Patentanmeldung die ersten Dieselmotorenwerke in Sankt Petersburg, wo auch die Dieselmotoren für seine Öltanker hergestellt wurden. Er leitete seinen Branobel-Konzern, bis er nach dem Ersten Weltkrieg im Sommer 1918 Russland verlassen musste. Nach der Flucht aus Russland zog er sich aus dem Geschäftsleben zurück. Er trug wesentlich dazu bei, dass der Wille seines Onkels Alfred Nobel umgesetzt und die Nobel-Stiftung gegründet und mit entsprechenden Mitteln ausgestattet wurde.

## Bedeutung der Russischen Diesel Motor Company

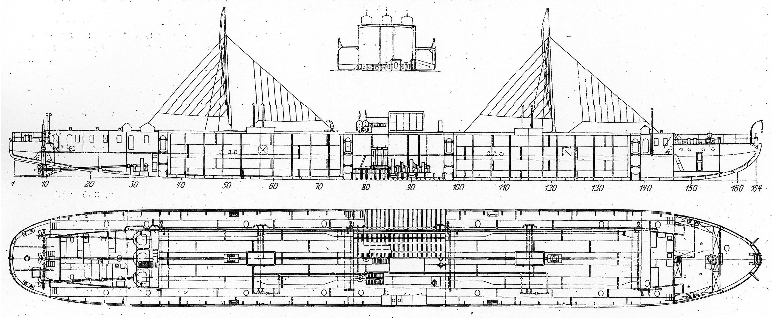
Bauzeichnung der Vandal, des ersten Schiffs mit dieselelektrischem Antrieb

Die Lizenznehmer und hier besonders die Petersburger und Kolomner Maschinenfabrik haben die Patentrechte intensiv genutzt, die keineswegs ausgereiften Motoren verbessert und der Anwendung zugeführt. Die seinerzeit noch nicht umsteuerbaren Motoren wurden mit interessanten Lösungen für den Schiffsantrieb nutzbar gemacht, wie zum Beispiel 1903 bei der Vandal, das erste Schiff mit Dieselantrieb. Dieser erste dieselelektrischer Antrieb wurde mit Unterstützung von Generatoren und E-Motoren von ASEA realisiert. Auf dem zweiten Schiff, der Sarmat, wurde eine technische Lösung von del Proposto und mit Dieselmotoren von der Petersburger Maschinenfabrik von Ludwig Nobel angewendet. Die beiden Lizenznehmer, die Petersburger und Kolomner Maschinenfabrik, nahmen besonders bei Flussschiffen aber auch bei Seeschiffen eine weltweit führende Stellung ein. Im Motorship Yearbook 1921 wurden zwischen 1904 und 1911 insgesamt 21 Motorschiffe registriert, davon waren 19 mit Dieselmotoren von Nobel oder Kolmna ausgerüstet worden und haben der Russischen Diesel Motor Company Lizenzgebühren eingebracht. Diese technikgeschichtliche Bedeutung war seinerzeit kaum jemand bewusst.